# Yanis Henin
Yanis Hénin, né le 24 juin 1999 à Paris, est un footballeur franco-marocain qui joue au poste de gardien de but.

## Biographie

### Naissance et débuts (1999-2015)
Yanis Hénin naît à Paris et commence le football à l'âge de six ans au poste de gardien de but dans le club amateur du FC Montrouge. Inspiré de gardiens tel que Lionel Letizi, Mickaël Landreau ou encore Grégory Coupet, il quitte le club en 2014 pour intégrer l'INF Clairefontaine dans les catégories des U14 et U15 et dans lesquels il côtoie des footballeurs tels que Kylian Mbappé, Yassine Benrahou et Moussa Sylla.
Prenant part à plusieurs tournois avec l'Institut de Clairefontaine, il est rapidement repéré par des scouts monégasques. Lors d'une discussion entre l'AS Monaco et les services de Yanis Henin, le club propose du temps de jeu, une formation et des études de qualité, motivant le jeune Yanis à se lancer dans le projet.

### Formation à l'AS Monaco (2015-2019)
Yanis Hénin intègre le centre de formation de l'AS Monaco à l'âge de seize ans et est entraîné par Flavio Roma.
Le 8 septembre 2018, il dispute son premier match avec la réserve de l'AS Monaco évoluant en National 2 face à l'OGC Nice B (défaite, 0-4). Cependant, il s'entraîne régulièrement avec le groupe professionnel, côtoyant ainsi les gardiens Danijel Subašić et Diego Benaglio. En fin 2018, il apparaît trois fois sur le banc dans des matchs de Ligue 1 (Dijon FCO, Nîmes Olympique et l'OGC Nice) et une fois en Ligue des champions face au Club Bruges KV. Lors de la deuxième partie de saison 2018-2019, il prend part à l'UEFA Youth League avec les U19 de l'AS Monaco, durant laquelle il affronte les U19 de l'Atletico Madrid (défaite, 0-2) et du Borussia Dortmund (victoire, 0-2). Cependant, l'AS Monaco est éliminé par les U19 de Chelsea FC.
En juin 2019, le gardien passe des essais au Stade lavallois et le FC Chambly, sans pour autant trouver preneur. L'AS Monaco décide finalement de ne pas prolonger son contrat.

### Wydad AC (2020-2023)
Le 15 janvier 2020, il s'engage librement au Wydad AC en tant que troisième gardien.
Le 23 février 2021, il dispute son premier match avec l'équipe première du Wydad à l'occasion d'un match de Ligue des champions de la CAF face à l'Atlético Petróleos de Luanda durant lequel il remplace Reda Tagnaouti à la 12e minute à la suite d'une blessure (victoire, 0-1). Le 3 mai 2021, il entre en jeu en remplaçant le gardien Aissa Sioudi qui sort sur blessure à la 39e minute et dispute alors ses premières minutes en championnat face à la RS Berkane (victoire, 4-0). En fin de saison, il remporte pour la première fois la Botola Pro.
Fin juin 2023, Yanis Hénin quitte le Wydad AC après la fin de son contrat.

### Équipe du Maroc
Yanis Hénin reçoit cinq sélections avec l'équipe du Maroc -20 ans et deux sélections avec l'équipe du Maroc olympique.

## Palmarès
Durant la saison 2020-21, il prend part à un match de championnat et remporte en fin de saison la Botola Pro.
| Wydad AC (1)                        |
| ----------------------------------- |
| - Botola Pro (1): - Champion : 2021 |